# Cryptophagus blasi
Cryptophagus blasi is een keversoort uit de familie harige schimmelkevers (Cryptophagidae). De wetenschappelijke naam van de soort werd in 1982 gepubliceerd door Otero & Gonzalez.